# Charly Schmitt
Pour les articles homonymes, voir Schmitt.
Charly Schmitt, né le 4 mai 1991, est un samboïste et pratiquant de MMA français.
Il est le combattant français le plus titré à ce jour en sambo. Membre de l’équipe de France de sambo et de MMA amateur, il est  seize fois champion de France de sambo combat et de sambo sportif dans trois catégories de poids différentes. Il est quatre fois médaillés aux Championnat d'Europe dans trois catégories de poids différentes. Il a également remporté six Coupe du monde (tournoi A et B).
Il obtient la médaille de bronze en sambo de combat dans la catégorie des moins de 74 kg aux Championnats du monde de sambo 2020 à Novi Sad,.
Il évolue au club de Claye-Souilly du Full Sambo Evolution (FSE), fondé par son père Bruno Schmitt,.